# Ligas autonómicas de hockey sobre patines 2015-16
Las Ligas autonómicas 2015-16 fueron una serie de competiciones que se desarrollaron en los niveles tercero, cuarto y quinto del campeonato español de hockey sobre patines, por debajo de los dos primeros niveles nacionales. Fueron organizadas por las distintas federaciones autonómicas de patinaje y coordinadas entre sí por la Real Federación Española de Patinaje.
El tercer nivel (sucesor de la antigua Segunda División española, posteriormente denominada Primera División B) estuvo compuesto por seis ligas de carácter autonómico o pluriautonómico bajo la supervisión de la federación española, disputándose a su finalización tres fases de ascenso, ascendiendo los tres campeones clasificados a la Primera División (segundo nivel del campeonato). Los dos niveles restantes fueron organizados libremente por las respectivas federaciones autonómicas.

## Tercer nivel
El tercer nivel del campeonato español de hockey sobre patines está compuesto por seis ligas autonómicas agrupadas en tres sectores, ascendiendo a Primera División el campeón de cada uno de los sectores:
- Sector Cataluña: Liga Nacional Catalana.
- Sector Norte: Primera Autonómica de Asturias, Primera Autonómica de Galicia, y Liga Norte.
- Sector Sur: Primera Autonómica de Madrid, y Liga Sur.

### Liga Nacional Catalana.
Compuesta por un grupo de 15 equipos, todos ellos de Cataluña, ascendiendo el campeón de éste. Los últimos descienden a Primera División Catalana, cuarto nivel de campeonato, siendo entre dos y cuatro las plazas de descenso, en función del número de equipos catalanes que desciendan desde la Primera División española.
El Hoquei Club Alpicat se proclamó campeón, ascendiendo directamente a Primera División. También ascendió el GEIEG, al ser invitado a cubrir la vacante dejada tras la desaparición del Club Patín Cerceda.

### Primera Autonómica de Asturias.
Compuesta por un grupo de 10 equipos, clasificándose los 8 primeros de la fase regular para disputar un play off, accediendo el campeón de éste a la Fase de Ascenso del Sector Norte a Primera División española. No se producen descensos al no existir niveles inferiores en la comunidad asturiana.
El Asturhockey Club Patín se proclamó campeón tras disputar el play off, clasificándose para la Fase de Ascenso.
- Liga regular:

|  | Pos. | Equipo                 | Localidad |
|  | 1.   | Asturhockey Club Patín | Grado     |
|  | 2.   | Club Patín Areces      | Grado     |
|  | 3.   | Oviedo Booling Club    | Oviedo    |
|  | 4.   | C.P. Mieres B          | Mieres    |
|  | 5.   | Gijón H.C.             | Gijón     |
|  | 6.   | Club Patín Mieres      | Mieres    |
|  | 7.   | C.D. Patinalón         | Langreo   |
|  | 8.   | Oviedo Booling B       | Oviedo    |
|  | 9.   | Gradohockey            | Grado     |
|  | 10.  | Oviedo Roller H.C.     | Oviedo    |

### Primera Autonómica de Galicia.
Compuesta por un grupo de 13 equipos, clasificándose los 8 primeros de la fase regular para disputar un play off, accediendo el campeón de éste a la Fase de Ascenso del Sector Norte a Primera División española. No se producen descensos al no existir niveles inferiores en la comunidad gallega.
El C. Compañía de María A se proclamó campeón tras disputar el play off, clasificándose para la Fase de Ascenso.
- Liga regular:

|  | Pos. | Equipo                      | Localidad              |
|  | 1.   | C. Compañía de María A      | La Coruña              |
|  | 2.   | C.A.A. Dominicos            | La Coruña              |
|  | 3.   | Escola Lubians A            | Carballo               |
|  | 4.   | A.C. Órdenes B              | Órdenes                |
|  | 5.   | Hockey Club Liceo B         | La Coruña              |
|  | 6.   | A.C. Órdenes A              | Órdenes                |
|  | 7.   | H.C. Raxoi                  | Santiago de Compostela |
|  | 8.   | C.H. Compostela             | Santiago de Compostela |
|  | .    | C. Compañía de María B      | La Coruña              |
|  | .    | H.C. Borbolla               | La Coruña              |
|  | .    | Vigo Stick Traviesas H.C. A | Vigo                   |
|  | .    | Vigo Stick Traviesas H.C. B | Vigo                   |
|  | .    | Escola Lubians B            | Carballo               |

### Liga Norte.
Compuesta por un grupo de 12 equipos de varias comunidades autónomas del norte de España: 7 del País Vasco, 2 de Navarra, 2 de Castilla y León, y 1 de Cantabria. Los dos primeros se clasifican a la Fase de Ascenso del Sector Norte a Primera División española. No se producen descensos al no existir niveles inferiores en estas comunidades autónomas.
El Real Club Jolaseta se proclamó campeón, clasificándose para la Fase de Ascenso junto al subcampeón C.P. Burgos.
- Liga regular:

|  | Pos. | Equipo                  | Localidad     |
|  | 1.   | Real Club Jolaseta      | Guecho        |
|  | 2.   | C.P. Burgos             | Burgos        |
|  | 3.   | Club Deportivo Urdaneta | Lujua         |
|  | 4.   | Iruña Hockey            | Pamplona      |
|  | 5.   | Santutxu Hockey Taldea  | Bilbao        |
|  | 6.   | Club Deportivo Oberena  | Pamplona      |
|  | 7.   | Club Deportivo Aurrera  | Vitoria       |
|  | 8.   | U.D. Loyola Indautxu    | Bilbao        |
|  | 11.  | C.D. Mundaiz            | San Sebastián |
|  | 10.  | Gurutzeta Patin Taldea  | Baracaldo     |
|  | 11.  | Real Sociedad de Tenis  | Santander     |
|  | 12.  | Laguna Negra H.C.       | Soria         |

### Primera Autonómica de Madrid.
Compuesta por un grupo de 11 equipos, 10 de la Comunidad de Madrid más 1 de Extremadura. Se clasifica el primero para disputar la Fase de Ascenso del Sector Sur a Primera División española. No se producen descensos ya que los clubes deciden por libre inscripción militar en esta categoría.
El Colegio Virgen de Europa se proclamó campeón tras disputar la liga regular, clasificándose para la Fase de Ascenso.
|  | Pos. | Equipo                     | Localidad            |
|  | 1.   | Colegio Virgen de Europa A | Boadilla del Monte   |
|  | 2.   | C.H. Burguillos            | Burguillos del Cerro |
|  | 3.   | Colegio Alameda de Osuna   | Madrid               |
|  | 4.   | Club Patín Alcobendas B    | Alcobendas           |
|  | 5.   | C.P. Rivas las Lagunas     | Rivas-Vaciamadrid    |
|  | 6.   | C.H.P. Aluche              | Aluche               |
|  | 7.   | C.D. Sta. Mª del Pilar B   | Madrid               |
|  | 8.   | C.P. Las Rozas             | Las Rozas de Madrid  |
|  | 9.   | Club Patinaje Coslada      | Coslada              |
|  | 10.  | Colegio Virgen de Europa B | Boadilla del Monte   |
|  | 11.  | Club Patín Alcalá Hockey   | Alcalá de Henares    |

### Liga Sur.
Compuesta por un grupo de 8 equipos, 4 de Andalucía, y 4 de la Comunidad Valenciana. Se clasifican los dos primeros para disputar la Fase de Ascenso del Sector Sur a Primera División española. No se producen descensos ya que los clubes deciden por libre inscripción militar en esta categoría.
El C.P.P. Raspeig se proclamó campeón tras disputar la liga regular, clasificándose para la Fase de Ascenso junto al C.P. Alhambra Cájar, segundo clasificado.
|  | Pos. | Equipo                  | Localidad               |
|  | 1.   | C.P.P. Raspeig          | San Vicente del Raspeig |
|  | 2.   | C.P. Alhambra Cájar     | La Zubia                |
|  | 3.   | Patín Alcodiam B        | Alcoy                   |
|  | 4.   | Hockey Club Concentaina | Concentaina             |
|  | 5.   | C.P. Muro               | Muro de Alcoy           |
|  | 6.   | C.H.P. Cájar Granada    | Cájar                   |
|  | 7.   | Club Patín Claret       | Sevilla                 |
|  | 8.   | Club Patín Fuengirola   | Fuengirola              |

### Fases de ascenso.
|  | Pos. | Equipo                 | Localidad |
|  | 1.   | Asturhockey Club Patín | Grado     |
|  | 2.   | C. Compañía de María A | La Coruña |
|  | 3.   | Real Club Jolaseta     | Guecho    |
|  | 4.   | C.P. Burgos            | Burgos    |

|  | Pos. | Equipo                   | Localidad               |
|  | 1.   | C.P.P. Raspeig           | San Vicente del Raspeig |
|  | 2.   | Colegio Virgen de Europa | Boadilla del Monte      |
|  | 3.   | C.H. Burguillos          | Burguillos del Cerro    |
|  | 4.   | C.P. Alhambra Cájar      | La Zubia                |

## Cuarto nivel
El cuarto nivel del campeonato español de hockey sobre patines está compuesto por cuatro ligas autonómicas organizadas por sus respectivas federaciones regionales, decidiendo cada una de ellas si existe sistema de ascensos y descensos respecto a los otros niveles de la competición.

### Primera División Catalana.
Compuesta por 32 equipos divididos en dos grupos, todos ellos de Cataluña. Ascienden a la Liga Nacional Catalana los dos campeones de grupo, mientras que los clasificados entre el segundo y el quinto lugar disputan un play off para obtener las otras plaza de ascenso. Los tres últimos clasificados de cada grupo descienden a la Segunda División Catalana, mientras que los clasificados en decimotercer lugar disputan una fase de promoción frente a equipos procedentes de la categoría inferior.
Resultaron campeones, ascendiendo automáticamente, el HC Sentmenat y el CE Lleida Llista Blava B. En la fase de ascenso obtuvo la tercera plaza el Club Patí Riudebitlles.

### Segunda Autonómica de Madrid.
Compuesta por un grupo de 8 equipos, todos ellos de la Comunidad de Madrid excepto uno de Castilla y León. No se producen ascensos automáticos al tratarse de categorías de libre inscripción, ni descensos al ser este el nivel más bajo en esta comunidad.
Resultó campeón el Tres Cantos Patín Club.
|  | Pos. | Equipo                            | Localidad         |
|  | 1.   | Tres Cantos Patín Club            | Tres Cantos       |
|  | 2.   | Club Patín Alcalá Hockey B        | Alcalá de Henares |
|  | 3.   | C.H.P. Aluche B                   | Aluche            |
|  | 4.   | Club Patín Alcobendas C           | Alcobendas        |
|  | 5.   | Club Patinaje Coslada B           | Coslada           |
|  | 6.   | Colegio Aldovea                   | La Moraleja       |
|  | 7.   | C.D.E. Hockey Patines Majadahonda | Majadahonda       |
|  | 8.   | Club Patín Ávila                  | Ávila             |

### Liga Autonómica de Andalucía.
Compuesta por un grupo de 6 equipos, todos ellos de Andalucía. No se producen ascensos al tratarse de categorías de libre inscripción, ni descensos al ser este el nivel más bajo en esta comunidad.
Resultó campeón el C.P. Alhambra Cájar B.
|  | Pos. | Equipo                    | Localidad |
|  | 1.   | C.P. Alhambra Cájar B     | La Zubia  |
|  | 2.   | Club Deportivo Italicense | Sevilla   |
|  | 3.   | C.H.P. Cájar Granada B    | Cájar     |
|  | 4.   | Club Patín Irlandesas B   | Sevilla   |
|  | 5.   | Club Patín Nerja          | Nerja     |
|  | 6.   | Club Patín Irlandesas A   | Sevilla   |

## Quinto nivel
El quinto nivel del campeonato español de hockey se disputa únicamente en Cataluña, al ser esta la única comunidad que cuenta con clubes suficientes para organizar una tercera categoría autonómica.

### Segunda División Catalana.
Compuesta por 59 equipos divididos en cuatro grupos (15+14+14+14), todos ellos de Cataluña, excepto el único club existente en el Principado de Andorra, el cual disputa habitualmente las competiciones catalanas. Ascienden a la Primera División Catalana los cuatro campeones de grupo, mientras que los mejores clasificados diputan disputan una promoción de ascenso frente a los peores clasificados de la categoría superior. No se producen descensos al tratarse de la última categoría que se disputa en esta comunidad.